# Mas Rabassers de Dalt
Mas Rabassers de Dalt és una masia del municipi del Port de la Selva inclosa en l'Inventari del Patrimoni Arquitectònic de Catalunya.

## Descripció
Situat al sud-est del nucli urbà de la població del Port de la Selva, tocant al terme municipal de la vila de Cadaqués, al vessant de llevant del puig Alt Gran.
Masia aïllada de planta rectangular, formada per tres crugies, amb les cobertes arruïnades i distribuïda en planta baixa i pis. Tot i que la construcció està força enrunada es conserven certs elements destacables. La façana principal, orientada a migdia, conserva part d'una terrassa al pis, que donava accés a l'habitació a la primera planta. Els baixos, en canvi, són pel bestiar i s'obren a l'exterior mitjançant dues grans arcades de mig punt bastides amb lloses disposades a sardinell. Actualment només se'n conserva una
A l'interior hi ha un sostre embigat que cobria els estables i un mur transversal amb dues arcades més rebaixades. Adossats a la façana de llevant hi ha dos contraforts atalussats i a ponent s'hi adossava el forn de coure pa, completament enrunat. En general, les obertures presents a la construcció són rectangulars amb arcs de descàrrega sobre les llindes. A l'interior de la masia hi ha un sector interessant, el de tramuntana. Es tracta d'un espai cobert amb volta rebaixada de pedra morterada, amb empremtes de l'encanyissat original i sostinguda per dos arcs torals, sobre pilars adossats. El mur de migdia presenta dos arcs rebaixats cegats, probablement procedents d'una obra més primitiva. Pels voltants de la masia hi ha construccions aïllades. Destaca la pallissa, situada al nord-est, i dos coberts i un petit tancat per al bestiar, al nord-oest. Vers migdia, un gran aflorament de pissarra, presenta testimonis que fou explotat com a pedrera.
La construcció és de rebles de pissarra lligades amb morter de calç.

## Història
La primera menció documental es registra al cens de 1787 amb la independència de Port de la Selva, tot i que, segons planejament està documentat ja al segle xvi. El límit actual entre els municipis de Cadaqués i el Port de la Selva passa a tocar els dos masos Rabassers. Mentre per pocs metres el Mas Rabassers de Dalt pertany al terme del Port de la Selva, el Mas Rabassers de Baix -a llevant de l'anterior- és de Cadaqués; almenys així hom ho considera avui.
L'any 1787 en independitzar-se el Port de la Selva de l'ajuntament de la Selva de Mar, es confeccionà el padró d'habitants del nou municipi. Al "Testimonio del Rl. Privilegio de Villazgo concedido a esta Villa; Rl Cedula de Comisión señalando de término jurisdiccional y demás subsiguientes diligencias" que es guarda a l'Arxiu Municipal del Port de la Selva es pot llegir:"... en continuacion de dho Padron pasó a la Montaña de San Baudilio y entró en el Manso llamado Rabases de bajo, donde bibe Baudilio Puygnau, casado con dos hijos solteros. Luego pasó el Manso llamado Rabases de arriba, que bibe Matias Redda casado, y dos hijos solteros."
És a dir que en aquell moment hom considerà el Rabassers de Baix també del Port de la Selva; fins no fa molts anys hi havia una fita a tocar els seus murs. La cita és reproduïda, amb algun error, a l'obra de Federico Marés citada. Al memorial del 1672 redactat amb motiu dels plets sobre límits municipals i drets de pesca entre Roses i Cadaqués, en esmentar els afrontaments entre la darrera vila i la Selva de Mar llegim: "... y la sexta, y ultima fita, está en terras del mas Verdeguer," (document de l'arxiu parroquial de Cadaqués). Si aquest mas no és un dels Rabassers (de Dalt o de Baix) ha d'ésser forçosament alguna de les ruïnes existents a la seva rodalia;el nom, en tot cas, no el recorden els habitants del país, pel que sembla. Verdaguer és un cognom força corrent en Cadaqués.